# Nesquik
Nesquik è una bevanda prodotta da Nestlé. In Italia, con questo termine ci si riferisce generalmente al Nesquik Solubile, una polvere solubile al cacao da aggiungere al latte.

## Storia

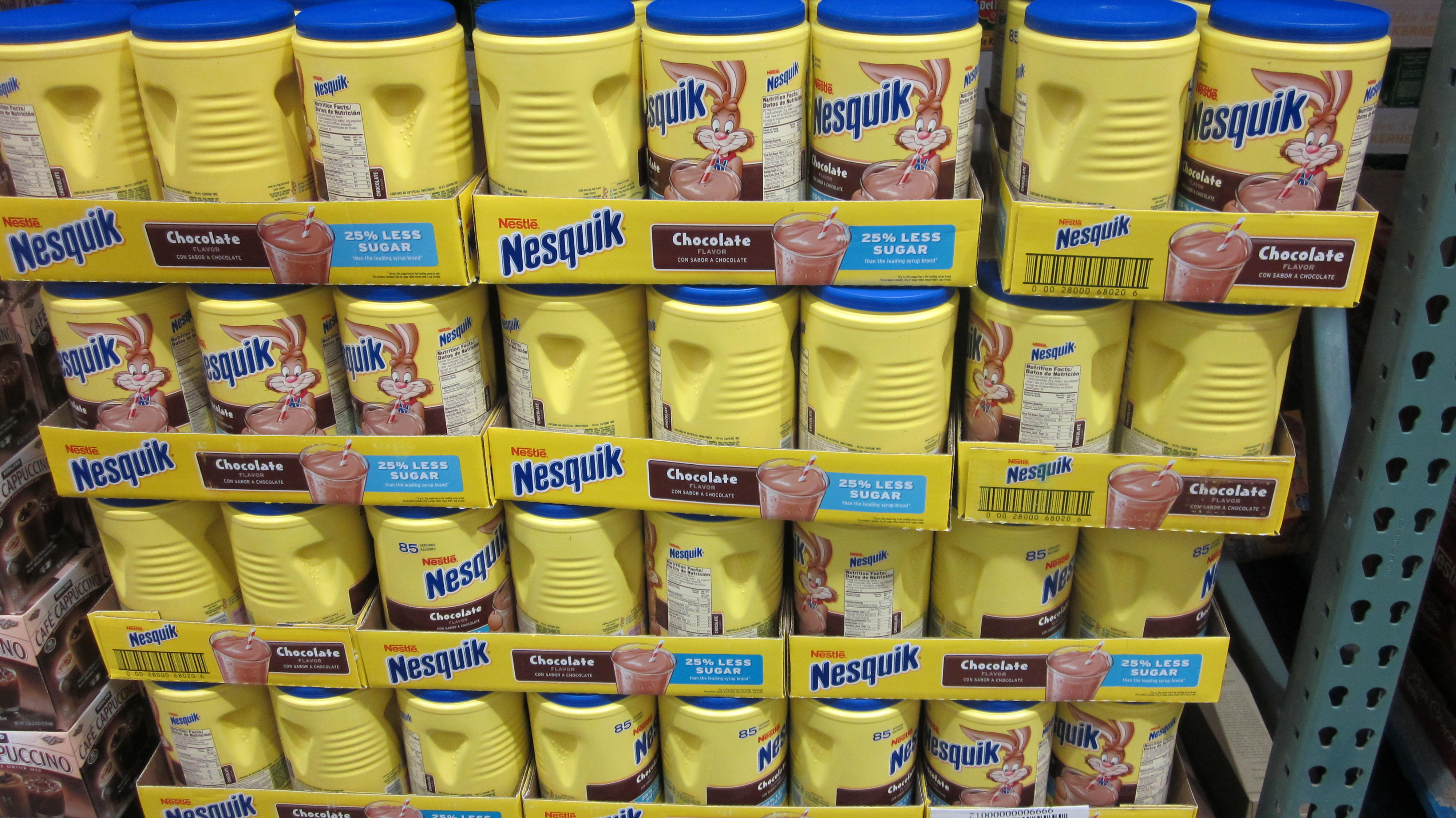
Barattoli di Nesquik

Nel 1948 Nestlé sviluppa negli Stati Uniti un progetto a base di latte  aromatizzato a vari gusti e viene introdotto nel mercato come Nestlé Quik. Negli anni cinquanta viene introdotto anche nel mercato europeo come Nesquik. Nel 1998 il nome diventa Nesquik anche nei paesi anglosassoni.
In Italia Nesquik Solubile iniziò ad essere distribuito nel 1971. Il marchio Nesquik congloba diversi prodotti, con differenze tra mercato statunitense ed italiano. Con l'aggiunta nel prodotto di alcune vitamine e del ferro, il nome viene cambiato nel 2006 in Nesquik Plus e nel 2012 in Nesquik Opti-Start.
Nell'agosto 2004 un test di Greenpeace riscontra la presenza di organismi geneticamente modificati (OGM) in una confezione di Nesquik. Una donna cinese denuncia la Nestlé, poiché l'uso di OGM nei prodotti per l'infanzia è proibito dalle leggi locali. Un secondo test condotto in dicembre dà risultati negativi.

## Quicky Bunny
Nel 1973 viene introdotta la mascotte che reclamizza il prodotto, Quicky Bunny. Si tratta di un cartone animato; un coniglio antropomorfo che veste una Q. Il suo slogan più famoso è It's so rich and thick and choco-lick! But you can't drink it slow if it's Quik!. In Europa e in Canada è conosciuto come Quicky, il coniglio Nesquik.
Francia e Grecia avevano un'altra mascotte. Si trattava di un mostro giallo e grasso, sotto forma di cartone animato, chiamato Groquik—a (in Francia), variazione di Gros Quik (grasso Quik), creato da Yves Brunier. In Grecia invece si chiamava Quikáras (grande Quik, in greco Κουικάρας). Quest'ultimo fu sostituito da Quiky, creando forti critiche da parte degli ammiratori della vecchia mascotte, che hanno protestato contro gli Stati Uniti e la mancanza di un personaggio diverso dagli altri. In Portogallo la mascotte era un canguro, Kangurik, anch'esso sostituito da Quicky tra il 1989 e il 1990. In Italia invece, prima dell'avvento del coniglio nel 1991, la mascotte era una scatola antropomorfa del prodotto (Mr. Nesquik).
Negli Stati Uniti, nel 1999 Quik Bunny venne rinominato Nesquik Bunny e la Q fu sostituita dalla N. Appare sulle confezioni e nelle pubblicità.

## Altri prodotti
Oltre al prodotto principale, ne sono nati molti altri a base di Nesquik.

### In Italia
- Nesquik Extra Choco: con il 50% di cacao in più
- Nesquik Squeeze: sciroppo a base di cacao da versare su frutta, cereali o gelato.
- Nesquik Dessert: dessert in vasetto a base di latte e cacao magro.
- Nesquik pronto da bere: bevanda pronta da bere a base di Nesquik solubile.
- Nesquik Cereali: versione italiana dei Nesquik Breakfast Cereal americani. Esiste anche la versione Duo (con palline al cacao e al cioccolato bianco)
- Nesquik Cioccomilk (yogurt al latte, accompagnato da praline di cioccolato).

### Negli Stati Uniti
- Nesquik in polvere aromatizzato al cacao e alla fragola fu introdotto nel 1959, adesso è disponibile anche nei gusti banana e vaniglia
- Nel 1959 fu creata anche la versione light, senza zucchero, al cacao.
- Nestlé Nesquik milkshake: frappé alla banana, vaniglia, cacao e fragola.
- Nestlé Nesquik syrups: sciroppi alla fragola e al cacao. Furono introdotti nel 1989.
- Nestlé Nesquik breakfast cereals: cereali al riso soffiato ricoperti di cioccolato in polvere. Prodotti dalla Cereal Partners Worldwide in collaborazione con Nestlé.